# Discípulas del Señor
El Instituto Secular Discípulas del Señor es un instituto secular de mujeres católicas de derecho pontificio, fundado por el sacerdote Pablo Cervantes Perusquía, en Monterrey (México), el 3 de noviembre de 1944. A los miembros del instituto se les conoce como discípulas del Señor.

## Historia
El Instituto Secular Discípulas del Señor fue fundado, como pía asociación de mujeres, por el sacerdote diocesano Pablo Cervantes Perusquía, en la ciudad de Monterrey, México, el 3 de noviembre de 1944, con la ayuda de Leonor Tijerina, una joven de la Acción Católica. Para la época los institutos seculares no tenían una forma jurídica clara en el seno de la Iglesia católica, hasta que el papa Pío XII, resolvió esa situación, mediante la constitución apostólica Provida Mater Ecclesia. De esa manera, la pía asociación se convirtió en instituto secular de derecho diocesano. El Anuario Pontificio de 2015 lo incluye en la lista de institutos seculares de derecho pontificio

## Organización
El Instituto Secular Discípulas del Señor es una organización religiosa de derecho pontificio y centralizada, cuyo gobierno es ejercido por una presidente a nivel general. Está presente solo en México y su sede general se encuentra en Monterrey.